# Lunano
Lunano település Olaszországban, Marche régióban, Pesaro és Urbino megyében. Lakosainak száma 1426 fő (2023. január 1.). Lunano Piandimeleto, Sassocorvaro Auditore, Urbino, Macerata Feltria és Peglio községekkel határos.

## Népesség
A település lakossága az elmúlt években az alábbi módon változott:
| Lakosok száma | 1518 | 1513 | 1426 |
|               | 2017 | 2018 | 2023 |